# Говорин, Николай Васильевич
Николай Васильевич Говорин (род. 29 декабря 1952 года, село Нерчинский Завод, Читинская область, РСФСР, СССР) — российский государственный и общественный деятель, депутат Государственной Думы VI и VII созывов, член фракции «Единая Россия», заместитель председателя комитета Государственной Думы по охране здоровья.

## Биография
В 1976 году окончил Читинский государственный медицинский институт по специальности «психиатрия». В 1982 году окончил заочную аспирантуру в Московском НИИ психиатрии. В 1983 году в Московском НИИ психиатрии защитил кандидатскую диссертацию по теме: «Психопатологические и нейровегетативные взаимоотношения в клинике алкогольного делирия». В 1992 году в НИИ социальной и судебной психиатрии имени В. П. Сербского защитил докторскую диссертацию по теме: «Клинические закономерности и иммунно-биологические механизмы формирования терапевтически резистентных состояний при параноидной шизофрении».
С 1976 по 1981 год работал врачом-ординатором, заведующий отделением областной психиатрической больницы. С 1982 по 1986 год работал ассистентом кафедры психиатрии Читинского государственного Медицинского института. С 1986 года по 1991 год работал доцентом кафедры психиатрии, заместителем декана лечебного факультета Читинского государственного медицинского института. С 1992 года работал заведующим кафедрой психиатрии, наркологии и медицинской психологии Читинской государственной медицинской академии. С 2009 года по 2015 год занимал должность проректора по последипломному образованию Читинской государственной медицинской академии.
В 2011 году баллотировался в Государственную Думу VI созыва, но депутатом не стал. В 2015 году стал депутатом Государственной Думы, получив вакантный мандат Тамерлана Кимовича Агузарова, досрочно сложившего полномочия.
18 сентября 2016 года был избран депутатом Государственной думы VII созыва по Читинскому одномандатному избирательному округу № 43.

## Законотворческая деятельность
С 2011 года по 2019 год, в течение исполнения полномочий депутата Государственной Думы VI и VII созывов, выступил соавтором 199 законодательных инициатив и поправок к проектам федеральных законов.

## Награды
- Медаль ордена «За заслуги перед Отечеством» II степени.
- Звание «Почетный гражданин Забайкальского края»[7].
- Звание «Заслуженный врач РФ».
- Звание «Отличник Здравоохранения»
- Благодарность председателя Государственной Думы Российской Федерации VI созыва за значительный личный вклад в развитие законодательства и парламентаризма Российской Федерации[4].